# Orchardton Tower
Orchardton Tower is een versterkte woning uit de late middeleeuwen, gelegen nabij Castle Douglas, in de regio Dumfries and Galloway in Schotland.

## Geschiedenis
De toren is omstreeks 1450 gebouwd door John Cairns. In het begin van de zeventiende eeuw kwam de toren in het bezit van Robert Maxwell. Zijn neef, eveneens genaamd Robert Maxwell, was op dat moment in het bezit van Caerlaverock Castle. Aan het einde van de achttiende eeuw werd de toren verlaten.

## Bouw
Orchardton Tower is uniek doordat het uit een ronde toren bestaat. De meeste versterkte woningen uit dezelfde tijd hebben een vierkante of L-vormige plattegrond. Op de begane grond bevindt zich een voorraadkamer. Deze voorraadkamer is alleen te bereiken door een deur in de buitenmuur van de toren, maar heeft geen verbinding met de hoger gelegen vertrekken van de toren.
Langs de buitenmuur loopt een stenen trap, die leidt naar een deur op de eerste etage. Hierdoor komt men in wat vroeger het bewoonde gedeelte was. De diameter van de toren is klein (9 meter), waardoor er op iedere etage maar één vertrek was. In totaal waren er drie vertrekken boven elkaar in de toren (exclusief de voorraadkamer). De vloeren en plafonds waren van hout en zijn verloren gegaan. In de muur van de toren bevindt zich een wenteltrap die naar de hoger gelegen etages gaat.

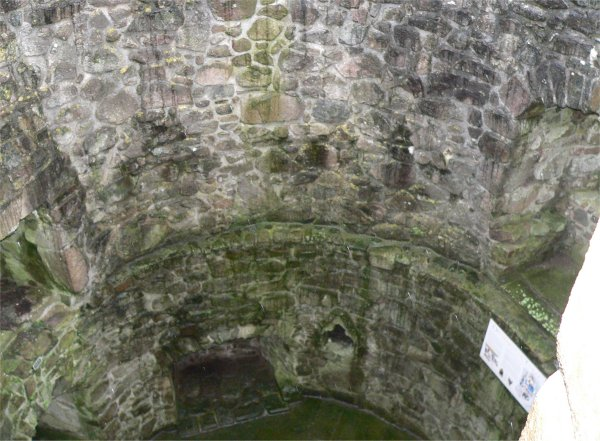
De binnenzijde van Orchardton Tower vanaf de muur. De rand waar vroeger het plafond zat tussen het onderste en middelste bewoonde vertrek is duidelijk zichtbaar.

## Beheer
Het beheer van Orchardton Tower is in handen van Historic Environment Scotland.